# Nationalpark Tiveden
Der schwedische Nationalpark Tiveden liegt im Zwischenseengebiet zwischen den Seen Vänern und Vättern. Tiveden ist ein felsiges, verblocktes und teilweise von Urwald bewachsenes Gebiet. Im Nationalpark befinden sich neben dem Fels Trollkyrka auch mehrere Wildmarksseen. Zusammen mit den Wäldern östlich des Vättern (Tylöskog und Kolmården) bildet die Landschaft Tiveden die Grenze zwischen Götaland und Svealand. Der Name ist als der Wald (ved) des Gottes Tyr (Ti) zu verstehen.

## Parkbeschreibung
Bei seiner Gründung im Jahr 1983 hatte der Nationalpark eine Größe von insgesamt 1353 ha, wovon 137 ha Wasserfläche waren.
Ziel des Parks ist die Erhaltung einer zusammenhängenden, fast unberührten Wald-, Seen- und Felslandschaft, wobei sich der Wald langsam zum Urwald entwickeln können sollte. Im Jahr 2017 wurde der Park nach Westen und Osten um 677 ha erweitert, sodass der See Stora Trehörningen nun fast vollständig im Gebiet des Nationalparks liegt.
Gewöhnliche Tierarten in den Wäldern des Nationalparks sind Elche und Hirsche. Außerdem leben dort Marder, Füchse, Eichhörnchen und Hasen. Manchmal sieht man auch Wölfe und Luchse. In den vielen Flüssen und Seen des Nationalparks Tiveden leben verschiedene Unterarten des Bibers. Zuletzt sind viele Vogelarten, wie Käuze, Auerhähne und Spechte im Nationalpark zu sehen.

## Entstehung und geschichtlicher Abriss
Vor ca. 1400 Mio. Jahren, als die Erdkruste aufriss und die Vätternsenke entstanden ist, zeigte sich auch das Granitgestein Tivedens. Risse durchzogen das Gebiet in karoförmigem Muster. Andere Gesteinspartien erhoben sich zu schroffen, zum Teil sehr hohen Steinwänden. Das vor ca. 11.000 Jahren abschmelzende Inlandseis der letzten Eiszeit wirkte sich ebenfalls landschaftsprägend aus. So wurde vielerorts Geröll abgelagert – z. B. ist die Steinkälla so entstanden. Andererseits spülte das Schmelzwasser viel loses Material in das tiefer gelegene Eismeer. Folglich ist die Bodenkrume Tivendes sehr dünn und oftmals sind die Felsen so kahl, wie sie das schmelzende Eis zurückließ.
Menschliche Besiedlung gab es auf dem Gebiet des Parks keine, lediglich ab dem 17. Jahrhundert gab es einige Bauernhöfe in der Nähe des heutigen Parkgebietes, die Tivedens Wälder und Wiesen bis etwa um die Zeit des Zweiten Weltkrieges forstwirtschaftlich nutzten.

## Infrastruktur
Der Nationalpark ist durch eine kleine, geschotterte Straße, den Tivedsleden, erschlossen und erreichbar vom Riksväg 49 zwischen Karlsborg und Askersund oder der E 20 zwischen Hova und Laxå.
Etwa 25 km markierte Wanderwege führen zu den schönsten Stellen im Nationalpark. Der Park verfügt über ein Besucherzentrum, Toiletten, Grillplätze und einen Badestrand.
Außer an den zwei Parkplätzen gilt im gesamten Parkgebiet Parkverbot. Camping ist ebenfalls auf der gesamten Parkfläche verboten, jedoch liegt etwas südlich vom Park ein Campingplatz. Per Bus ist der Park nicht zu erreichen.

## Trollkyrkarunde

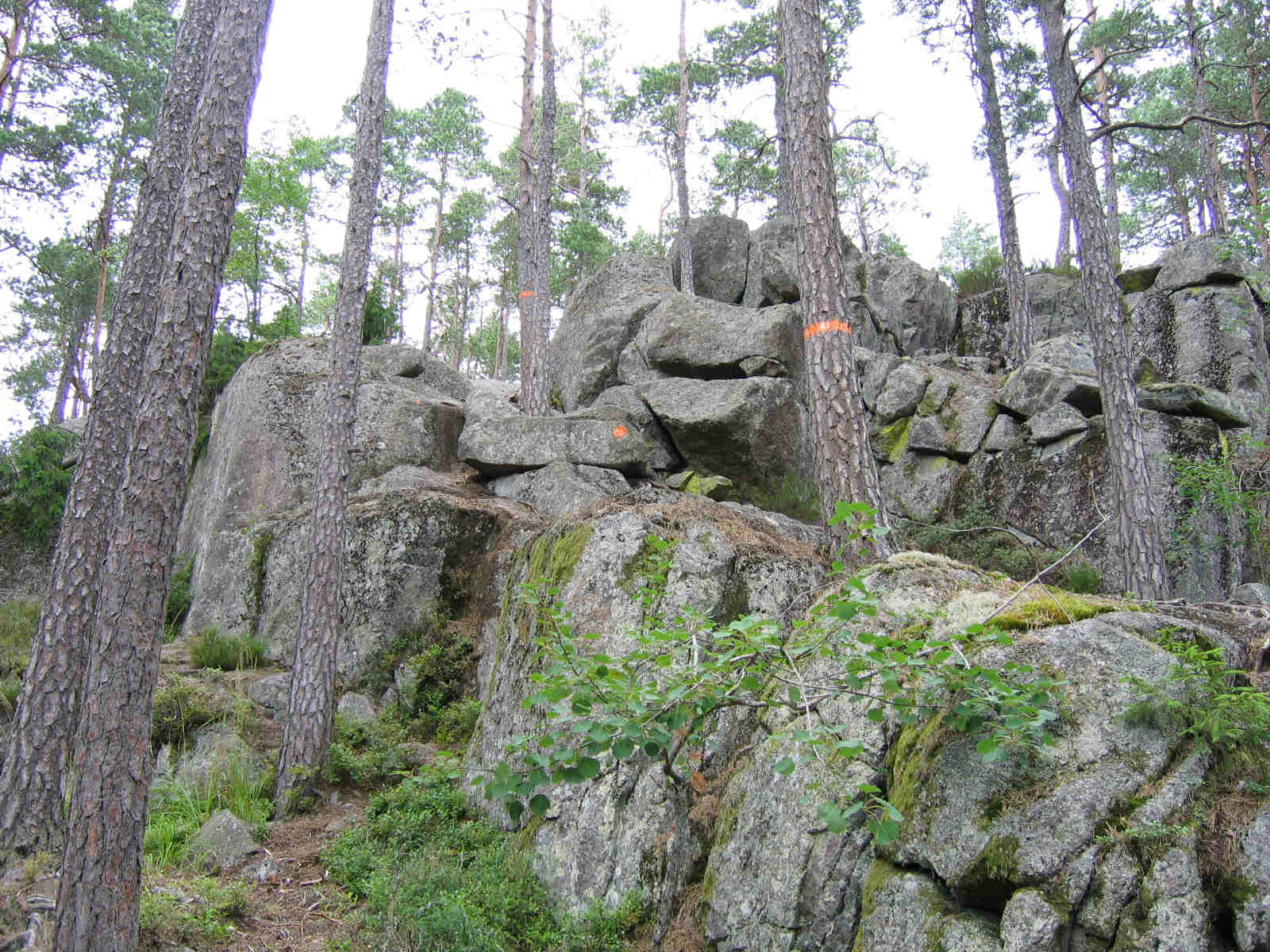
Der Fels Trollkyrka

Die Trollkyrkarunde ist ein etwa 6 km langer unwegsamer Rundweg, der die Sehenswürdigkeiten des Parkes erschließt. Der Oxaberget ist einer der hohen Felsen, auf dem einige große Findlinge liegen. Die weißen Rentierflechten auf dem Berg werden oft fälschlich „Weissmoos“ genannt. Am Fuße des Berges befindet sich eine Gletschermühle, die durch die Eiszeitgletscher entstand. Der starke Wasserdruck der Eisschmelze hat Steine in Rotation versetzt. Diese, „Mühlsteine“ genannten, Steine haben Gruben im Fels geschaffen.
Der Trollkyrkaberget mit zwei Höhen liegt auf der anderen Seite des tiefen Tales. Dem Forschungsreisenden Eric von Rosen, der 1930 den Tiveden besuchte, ist es zu danken, dass 1938 große Gebiete als Naturschutzgebiete ausgewiesen wurden. Eines davon ist der Trollkirchenberg. Hier ist eines der Beispiele, wie das Inlandeis die Berge abgeschliffen hat. Man sieht sogar die Eisriffel auf den Felsen. Die Lilla Trollkyrka (kleine Trollkirche) ist knapp über 200 m hoch. Von hier aus hat man eine gute Aussicht über den 110 m tiefer gelegenen Vätternsee.
Waldbrände haben eine bedeutende Rolle für die Entwicklung des Waldbestandes gespielt. Der letzte große Brand war 1853. Der älteste datierte Baumstumpf stammt von 1309 und der älteste lebende Baum aus dem 16. Jahrhundert.
Im Tiveden ist das Wort „Troll“ in vielen Namen als Präfix enthalten. „Trollkyrka“ ist bereits im 17. Jahrhundert belegt. Viele Sagen sind mit der Stora Trollkyrka (große Trollkirche) verbunden. Der Trollkyrkosjön (Trollkirchensee) hat klares, grünschimmerndes Wasser, das auf Spiegelung des Waldes beruht. Seen mit klarem Wasser sind in Tiveden eine Seltenheit, da die Huminstoffe der umliegenden Moorböden normalerweise braunes Wasser erzeugen.
Die Feldkirche ist ein Teil schwedische Religionsgeschichte. Der flache Stein wurde im 18. – 19. Jahrhundert für verbotene Gottesdienste gebraucht. Gottesdienste unter freiem Himmel waren verboten. Einer von den Steinen kann der umgeworfene Predigtstuhl sein. Der Platz ist bis Ende des 19. Jahrhunderts für Gottesdienste genutzt worden. Danach wurde es erlaubt, auch außerhalb der Kirche Gottesdienste zu halten.
Der Metesee ist ein typischer Waldsee des Tiveden. Er hat braunes Wasser und der pH-Wert des Sees ist so niedrig, dass keine Fische darin leben. Zeichen der Versauerung ist das weiße Moos auf dem Grund im ufernahen Bereich. An den Seeufern wächst der seltene, vom Westen kommende, Gagelstrauch (Myrica gale) und in den Mooren der von Osten kommende, weißblühende Sumpfporst (Ledum palustre). Sie treffen im Tiveden aufeinander.
Im „Teertal“ wurden harzreiche und trockene Kieferstümpfe in kleine Späne zerhackt und mit sehr wenig Luftzufuhr verbrannt. An einem schwach geneigten Hang wurde eine lange Grube ausgehoben, in die die Holzstücke gelegt wurden. Daraufhin wurden sie mit Erde bedeckt und von oben her langsam abgebrannt.